# Mullvalds strandskog
Mullvalds strandskog är ett naturreservat i Ardre, Gammelgarn och Lau socknar i Region Gotland på Gotland.
Området är naturskyddat sedan 2013 och är 64 hektar stort. Reservatet består av gammal barrblandskog, sandtallskog och olika typer av sanddyner. 